# Чемпионство мира AEW среди трио
Чемпионство мира AEW среди трио (англ. AEW World Trios Championship) — является командным чемпионским титулом по рестлингу, которым владеет американский промоушн All Elite Wrestling (AEW). Это специализированный командный титул, который защищают команды из трёх рестлеров. Учрежден 27 июля 2022 года, первые чемпионы — «Элита» (Кенни Омега и «Янг Бакс» (Мэтт Джексон и Ник Джексон)).
Действующие чемпионы — «Bullet Club Gold». (Джей Уайт, Остин Ганн, Кольт Ганн)

## Список чемпионов

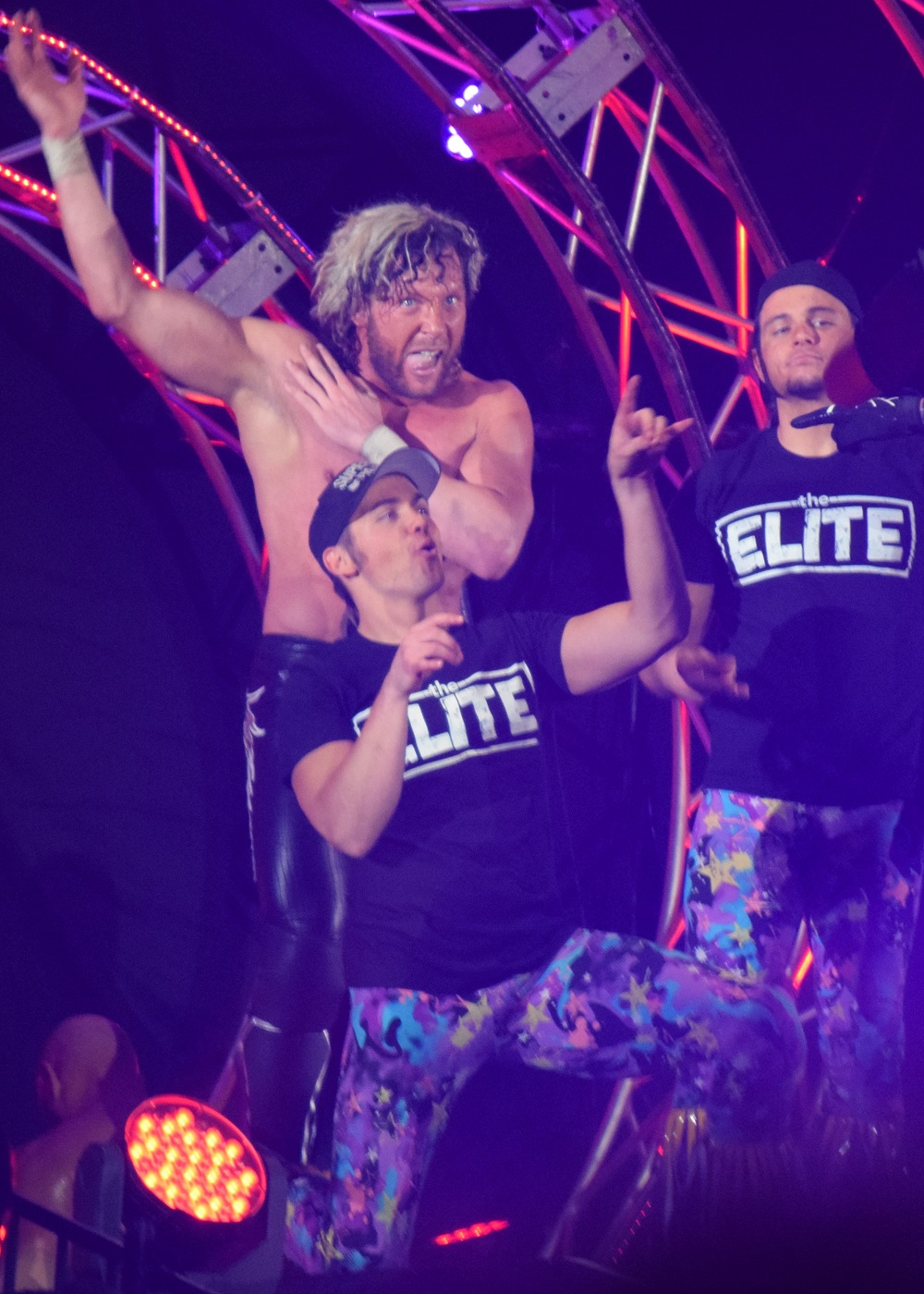
Первые чемпионы — «Элита» (Кенни Омега и «Янг Бакс» (Мэтт Джексон и Ник Джексон))

| № | Чемпионы                                                        | Дата                 | Шоу           | Место                        | Чемпионство | Дней | Прим. |
| - | --------------------------------------------------------------- | -------------------- | ------------- | ---------------------------- | ----------- | ---- | --- |
| 1 | «Элита» (Кенни Омега и «Янг Бакс» (Мэтт Джексон и Ник Джексон)) | 4 сентября июня 2022 | All Out       | Хоффман Эстейтс, Иллинойс    | 1-е         | 3    | [ 2 ] |
| — | Вакантный                                                       | 7 сентября июня 2022 | Dynamite      | Буффало, Нью-Йорк            | —           | —    | «Элита» была лишена титула после отстранения президентом AEW Тони Ханом из-за конфликта, произошедшего после пресс-конференции All Out. |
| 2 | «Треугольник смерти» (Пак, Пента Эль Зеро М и Рей Феникс)       | 7 сентября июня 2022 | Dynamite      | Буффало, Нью-Йорк            | 1-е         | 126  | [ 3 ] |
| 3 | «Элита» (Кенни Омега и «Янг Бакс» (Мэтт Джексон и Ник Джексон)) | 11 января 2023       | Dynamite      | Инглвуд, Калифорния          | 2-е         | 53   | Между «Элитой» и «Треугольником смерти» прошла серия матчей до 4 побед. Финальный матч прошёл на шоу AEW Dynamite от 11 января 2023     |
| 4 | «Дом тьмы» (Броди Кинг, Бадди Мэтьюз и Малакай Блэк)            | 5 марта 2023         | Revolution    | Сан-Франциско, Калифорния    | 1-е         | 175  | Отобрали титулы у «Элиты» на шоу Revolution                                                                                             |
| 5 | Билли Ганн и «Признанные» (Макс Кастер и Энтони Боуэнс)         | 27 августа 2023      | All In (2023) | Лондон, Англия               | 1-е         | 238  | |
| 6 | «Bullet Club Gold». (Джей Уайт, Остин Ганн, Кольт Ганн)         | 21 апреля 2024       | Dynasty       | Гринсборо, Северная Каролина | 1-е         |      | |